# Johan Igel
Johan Peter Igel (i riksdagen kallad Igel i Getebol, senare Igel i Karud), född 16 april 1855 i Åmål, död 3 maj 1944 i Säffle, var en svensk lantbrukare, predikant och politiker (liberal).
Johan Igel, som kom från en bondefamilj, var i ungdomen predikant i USA, den närmaste tiden före återkomsten till Sverige 1896 som stadsmissionär i Chicago där han också var ordförande för Svenska Tabernakelförsamlingen. Vid hemkomsten slog han sig ner som lantbrukare i Tveta, men fortsatte som resepredikant för Svenska missionsförbundet 1897–1908.
Han var riksdagsledamot i andra kammaren 1909–1924, åren 1909–1911 för Södersysslets domsagas valkrets, 1912–1921 för Värmlands läns västra valkrets och 1922–1924 för Värmlands läns valkrets. Som kandidat för Frisinnade landsföreningen tillhörde han dess riksdagsgrupp Liberala samlingspartiet, efter den liberala partisplittringen efterföljt av Frisinnade folkpartiet 1924. Han var bland annat suppleant i jordbruksutskottet 1917–1924 och engagerade sig bland annat i alkoholpolitik och för tullfrihet vid gränshandel.